# Valeria euplexina
Valeria euplexina är en fjärilsart som beskrevs av Max Wilhelm Karl Draudt 1950. Valeria euplexina ingår i släktet Valeria och familjen nattflyn. Inga underarter finns listade i Catalogue of Life.